# Rhinella achavali
Rhinella achavali (лат.) — вид бесхвостых земноводных из семейства жаб. Обитает в Бразилии (Риу-Гранди-ду-Сул и Санта-Катарина) и Уругвае.
Видовое название дано в честь уругвайского герпетолога Федерико Ачаваля.

## Среда обитания
Встречается в лесах вблизи небольших лесных ручьёв, где особи могут находиться на стволах деревьев, около 20—50 см над поверхностью воды, иногда под камнями или в воде. Жабы этого вида также были обнаружены в искусственно созданных лесонасаждениях (сосна, эвкалипт) и агроэкосистемах.

## Охранный статус
Красная книга МСОП присвоила виду охранный статус «Вызывающий наименьшие опасения», поскольку он является обычным в местах своего обитания. Тем не менее сама среда обитания вида считается специализированной. Потенциальную угрозу может представлять утрата среды обитания вследствие замены естественной растительности на плантации интродуцированных видов деревьев.